# Hanna Zięba
Hanna Zięba (ur. 30 marca 2005 w Krakowie) – polska narciarka alpejska, olimpijka.

## Kariera
Zawodniczka Tatra Ski Academy. W międzynarodowych zawodach zadebiutowała 9 października 2021 roku w zawodach Entry League FIS w niemieckim Wittenburgu, w którym zajęła 16. miejsce w slalomie.
W 2022 roku została powołana do reprezentacji olimpijskiej na zimowe igrzyska olimpijskie w Pekinie, jednak z powodu kontuzji kolana nie wystartowała w slalomie gigancie.
15 marca 2023 roku po raz pierwszy stanęła na podium w zawodach FIS Race, zajmując 2. miejsce w Mosornym Groniu, natomiast 22 marca 2023 roku w Szczyrku po raz pierwszy wygrała zawody tej rangi.
28 listopada 2022 roku w austriackim Mayrhofen zadebiutowała w Pucharze Europy, w którym nie zakwalifikowała się do drugiego przejazdu w slalomie gigancie.
W 2023 roku uczestniczyła na mistrzostwach świata juniorów w austriackim St. Anton (nie ukończyła slalomu giganta i slalomu, 12. miejsce w konkursie drużynowym slalomu równoległego) oraz zimowym olimpijskim festiwalu młodzieży Europy we włoskim Tarvisio (18. miejsce w slalomie, 27. miejsce w supergigancie oraz nie ukończyła slalomu giganta).

## Osiągnięcia

### Igrzyska olimpijskie
| Miejsce | Dzień    | Rok  | Miejscowość | Konkurencja   | Czas biegu | Strata | Zwyciężczyni |
| ------- | -------- | ---- | ----------- | ------------- | ---------- | ------ | ------------ |
| NU      | 7 lutego | 2022 | Pekin       | Slalom gigant | –          | –      | Sara Hector  |

### Mistrzostwa świata juniorów
| Miejsce | Dzień       | Rok  | Miejscowość | Konkurencja          | Czas biegu | Strata | Zwycięzca             |
| ------- | ----------- | ---- | ----------- | -------------------- | ---------- | ------ | --------------------- |
| NU      | 21 stycznia | 2023 | St. Anton   | Slalom gigant        | –          | –      | Hanna Aronsson Elfman |
| 12.     | 23 stycznia | 2023 | Lech/Zürs   | Drużynowo równoległy | –          | –      | Szwecja               |
| NU      | 24 stycznia | 2023 | St. Anton   | Slalom               | –          | –      | Hanna Aronsson Elfman |

### Olimpijski Festiwal Młodzieży Europy
| Miejsce | Dzień       | Rok  | Miejscowość | Konkurencja   | Czas biegu | Strata | Zwycięzca      |
| ------- | ----------- | ---- | ----------- | ------------- | ---------- | ------ | -------------- |
| 18.     | 25 stycznia | 2023 | Tarvisio    | Slalom        | 1:35,78    | +2,95  | Leonie Raich   |
| NU      | 26 stycznia | 2023 | Tarvisio    | Slalom gigant | –          | –      | Ludovica Righi |
| 27.     | 28 stycznia | 2023 | Tarvisio    | Supergigant   | 1:07,92    | +2,60  | Laura Huber    |

### Puchar Europy

#### Miejsca w klasyfikacji generalnej
| Sezon     | Miejsce           |
| --------- | ----------------- |
| 2022/2023 | niesklasyfikowana |

### Zwycięstwa w zawodach
1. Szczyrk – 22 marca 2023 (slalom gigant)

#### Pozostałe miejsca na podium w zawodach
1. Mosorny Groń – 15 marca 2022 (slalom) – 2. miejsce

### Mistrzostwa Polski
W tabeli przedstawiono wyłącznie pozycje medalowe.
| Miejsce | Dzień       | Rok  | Miejscowość | Konkurencja       | Czas biegu | Strata | Zwycięzca        |
| ------- | ----------- | ---- | ----------- | ----------------- | ---------- | ------ | ---------------- |
| 1.      | 11 stycznia | 2022 | Szczawnica  | Slalom gigant     | 1:44,55    | —      | —                |
| 3.      | 13 stycznia | 2022 | Szczawnica  | Slalom równoległy | –          | –      | Zuzanna Czapska  |
| 1.      | 22 lutego   | 2023 | Szczawnica  | Slalom            | 1:43,37    | —      | —                |
| 3.      | 23 marca    | 2023 | Szczyrk     | Kombinacja        | 2:03,47    | +2,53  | Magdalena Łuczak |